# Axinas
Abu Jafar Axinas (em árabe: أبو جعفر أشناس) (m. 844) foi um general a serviço do califa abássida Almotácime, provavelmente membro do clã sagrado do Primeiro Império Turco, transcrito em chinês como "Ashina" (阿史那). Uma etimologia folclórica aparece na obra de Atabari. O califa lhe concedeu o status mais alto entre os seus generais turcos (veja gulans) e um texto de Almaçudi o descreve como sendo um grande nobre. Como o nome Axinas não é de maneira nenhuma parte da onomástica turca e só é conhecido como nome de príncipes, é quase certo que ele seja um membro do clã imperial dos turcos.
De acordo com Atabari, Axinas foi comprado por Almotácime em Bagdá durante o reinado de Almamune juntamente com Itaque e Uacife. Ele era o encarregado em Samarra, a capital abássida na época, pelas tropas turcas do califa. Quando ele morreu, em 844, era o governador do Egito e o mais poderoso dos generais a serviço dos abássidas.